# Arnóthy Krisztina
Arnóthy Krisztina (Eredeti, születési neve: Kovách Krisztina, előneve: szendrői, de néhol szerepel a Szendrői-Kovách névváltozatként is. Álnevei: Arnóthy Kriszta, Christine Arnothy,  de három bűnügyi regénye először a William Dickinson írói álnéven jelent meg; Budapest, 1930. november 20. – ?, 2015. október 6.) magyar-francia író, újságíró, kritikus. Kovách Aladár író lánya.
Családjával 1948-ban Ausztriába, majd 1952-től Nyugat-Németországba vándoroltak ki. Első regényei, elbeszélései magyar nyelven Münchenben és Kölnben jelentek meg Arnóthy Kriszta néven.
Nagy nemzetközi figyelmet és sikert könyvelhetett el a Tizenöt éves vagyok, és nem akarok meghalni (J'ai quinze ans et je ne veux pas mourir) című 1955-ben megjelent könyve, amelyben egy fiatal lány második világháború alatti történetét meséli el. 1955-től telepedett le Franciaországban. Ettől kezdve műveit számos nyelven kiadták. Körülbelül ötven könyve jelent meg.
A fogoly bíboros és A család barátja című regényei némileg futurisztikusak.
Életének következő szakaszában, idősebb korában Svájcban élt.
A Magyar Írók Szövetségének tagja és az intézmény külföldi részlegének vezetője volt.

## Élete
Apja magyar földbirtokos, latin és görög tanár, író, a Nemzeti Színház igazgatója volt. Édesanyja lengyel és osztrák származású volt, aki a francia nyelvet tanította neki első nyelvként. (Arnóthy Krisztina öt nyelven beszélt.)
Szüleivel 1948-ban hagyta el Magyarországot. Eleinte Ausztriában a kufsteini menekülttáborban éltek. Ott írta a Tizenöt éves vagyok, és nem akarok meghalni című regényét. Amikor a szüleivel átszöktek a magyar-osztrák határon, az egyetlen amit magával vitt a kabátjában elrejtett naplója volt amit Budapest ostroma alatt vezetett. 1950 és 1953 között Nyugat-Németországban megjelent négy magyar nyelvű könyvét Arnóthy Kriszta néven adták ki.
1955-ben Franciaországba költözött, ahol már Christine Arnothy írói néven adták ki francia nyelven írt műveit. De csaknem minden művét kiadták a többi nyugati világnyelveken, és néhány megjelent norvég, svéd, dán és finn nyelven, sőt néhány japánul és például törökül is.
Első négy, Nyugat-Németországban megjelent eredetileg is magyar nyelven kiadott könyvén kívül magyarul a rendszerváltás után jelentek meg későbbi, eredetileg francia nyelvű könyvei fordításokban.
1976-ban Le cavalier mongol (~A mongol lovas) című elbeszélés kötetével elnyerte a Francia Akadémia díját (Prix de la nouvelle de l'Académie Française).
1964-ben házasodtak össze Claude Bellanger-nel (1910-1978). Első látásra szerettek egymásba amikor Christine Arnothy 1954-ben elnyerte a Grand Prix Vérité irodalmi díjat és ennek kapcsán találkoztak. Két fiuk Pierre Bellanger (1958. december 14.) üzletember, a Skyrock rádió alapítója és François Bellanger (1963), a Genfi Egyetem jogász professzora.
Claude Bellanger még 1944-ben alapította a La Parisien libéré című napilapot. Christine Arnothy írt férje újságjába, továbbá az Elle, a Marie-Claire, a Combat illetve a La Suisse című lapokba, magazinokba. De különféle emigráns magyar lapokba, továbbá színház, rádió és a televízió számára is.
Közel állt François Mitterrand elnökhöz, aki Claude Bellanger egyik harcostársa volt az ellenállási mozgalomban.

## William Dickinson
Az 1980-as évek közepétől három „sötét” (noir) bűnügyi regényt írt William Dickinson álnéven. (Később újra kiadták akkor már Christine Arnothy alias William Dickinson, végül Christine Arnothyː L'Homme aux yeux de diamant (~A gyémánt szemű férfi), Fayard, 2006) címmel.) Sikere ellenére úgy döntött, hogy nem folytatja ezt az ígéretesnek látszó kitérőt, mert nehézséget okozott volna a két párhuzamos karrier vezetése.
- Des diamants pour Mrs Clark (~Gyémántok Mrs. Clarknak), Albin Michel kiadó, 1985
- Mrs Clark et les enfants du diable (~Mrs. Clark és az ördög gyermekei) Albin Michel kiadó, 1986
- De l'autre côté de la nuit - Mrs Clark à Las Vegas (~Az éjszaka másik oldalán - Mrs. Clark Las Vegasban) 1987

## Könyvei
Arnóthy Kriszta írói álnéven magyarulː
- Wanda, Régi Budapest Kiadó, München, 1950, 1952, franciául: Brüsszel, 1953
- Haldokló Budapest, naplójegyzetek, Köln, Amerikai Magyar Kiadó, 1952
- Szüret Badacsonyban, elbeszélések, Hunnia, München, 1952
- A világ kedvence, Régi Budapest Kiadó, München, 1953

Christine Arnothy néven francia nyelvenː
- J'ai quinze ans et je ne veux pas mourir, Fayard, Párizs, 1955 (benne Il n'est pas si facile de vivre azaz ~Élni nem olyan könnyű)
- Dieu est en retard (~Isten késik), Gallimard, 1955
- Il n'est pas si facile de vivre (~Élni nem olyan könnyű), visszaemlékezés, Fayard, Párizs, 1957
- Le Guérisseur (~A gyógyító), Fayard, Párizs, 1958
- Femmes du Japon (~Japán nők), tanulmány Marc Riboud fotóival, Bruna, 1959
- Pique-Nique en Sologne (~Piknik Solognában), regény, Julliard, Párizs, 1960
- A fogoly bíboros (Le Cardinal prisonnier, Julliard, Párizs, 1962) Szabad Tér Kiadó, Budapest, 1991, fordította: Miszlai Gabriella, ISBN 9637810501
- La peau de singe, d., Párizs, 1962;
- La Saison des Américains (~Az amerikaiak szezonja), regény, Cercle du Nouveau Livre, 1964
- Le Jardin noir (~A sötét kert), regény, Julliard, Párizs, 1966, Prix des Quatre-Jurys
- Jouer à l'été, regény, Julliard, Párizs, 1967
- Aviva, regény, Flammarion, Párizs, 1968
- Chiche! (~Csaj!), regény, Flammarion, Párizs, 1970
- Un type merveilleux (~Egy csodálatos srác), regény, Flammarion, Párizs, 1972
- Lettre ouverte aux rois nus, esszé, Albin Michel, Párizs, 1974
- (Clodomir Free-vel): Le Grand Complot, tanulmány, Jean-Louis Gaussé rajzaival, Dargaud, Neuilly, 1975
- Le cavalier mongol (~A mongol lovas), elbeszélések, Flammarion, Párizs, 1976 (elnyerte a Francia Akadémia díját)
- Szeretem az életet (regény, J'aime la vie, Grasset, Párizs, 1976) Szabad Tér Kiadó, Budapest, 1990, fordította: Várady-Brenner Mária, ISBN 9637810404
- Utak a boldogsághoz (regény, Le bonheur d'une manière ou d'une autre, Grasset, Párizs, 1978) Szabad Tér Kiadó, Budapest, 1990, fordította: Sarkadi Ilona, ISBN 9637810358
- A győzelem ára (regény, Toutes les chances plus une, Fayard, 1980, Prix Interallié) Szabad Tér Kiadó, Budapest, 1990, fordította: Sarkadi Ilona, ISBN 9637810455
- Jeux de mémoire (~Memória játékok), regény, Párizs, 1981
- Földi paradicsom (regény, Un paradis sur mesure, Grasset, 1983) Szabad Tér Kiadó, Budapest, 1991, fordította: Szoboszlai Margit, ISBN 9637810498
- A család barátja (regény, L'Ami de la Famille, Grasset, 1984) Szabad Tér Kiadó, Budapest, 1991, fordította: Sarkadi Ilonat, ISBN 9637810536
- Les Trouble-Fête (~Az ünneprontó), regény, Grasset, Párizs, 1986
- Afrikai szél (regény, Vent Africain, Grasset, 1989, Prix des Maisons de la Presse), Szabad Tér Kiadó, Budapest, 1990, fordította: Dániel Anna, ISBN 9637810323
- Une affaire d'héritage (~Öröklési ügy), Grasset, 1991
- Désert brûlant (~Perzselő sivatag), Grasset, 1992
- Nászút (Voyage de noces, Plon, 1994) Alexandra Kiadó, Pécs, 1997, ISBN 9633672104
- Une question de chance (~Szerencse kérdése), Omnibus, 1995
- Afrikai ösvény (La piste Africaine, Plon, 1997) Alexandra Kiadó, Pécs, 1997, fordította: Vaszócsik Crista, ISBN 9633673631 (Az Afrikai szél folytatása)
- La Dernière Nuit avant l'an 2000 (~Az utolsó éjszaka 2000 előtt), Plon, 1997
- Malins plaisirs, Omnibus, 1999
- Complot de femmes (~A nők összeesküvése), Fayard, 2000
- Embrasser la vie, Fayard, 2001
- On ne fait jamais vraiment ce que l'on veut (~Soha nem csináljuk, amit akarunk), Fayard, 2002
- Aller-retour, tous frais payés, Fayard, 2004
- Une rentrée littéraire (~Irodalmi visszatérés), Fayard, 2004
- Relations inquiétantes, Fayard, 2005
- L'Homme aux yeux de diamant (~A gyémánt szemű férfi), Fayard, 2006 (Három krimi eredetileg William Dickinson írói néven)
- Donnant, donnant, Fayard, 2007
- Les années cannibales (~A kannibálok ideje), 2008
- Une valse à Vienne (~Bécsi keringő), Fayard, 2009
- La vie d'une manière ou d'une autre, Flammarion, 2010

## Díjai, kitüntetései
- 1955 – Grand Prix Vérité
- 1970 – Prix des Quatres Jury
- 1974 – Arts et Lettres
- 1980 – Ordre National de Mérit lovagja
- 1991 – Magyar Köztársasági Arany Érdemkereszt